# Aoûtement
L'aoûtement ou aoutement, appelé aussi endurcissement au froid, est un processus de lignification des jeunes rameaux des plantes ligneuses des essences dicotylédones (arbres et arbustes fruitiers ou ornementaux) .
C'est un critère important pour la sélection des bois à conserver dans la taille de certains arbres fruitiers, ainsi que pour leur bouturage.

## Étymologie
Le nom vient de ce que ce processus ne se prolonge pas au-delà de la mi-août pour les arbres des zones tempérées de l'hémisphère nord, époque de la réduction de la longueur des jours et de la baisse des températures au cours de laquelle  les plantes stockent dans leurs tissus des réserves pour passer l’hiver. Les rameaux ou les parties de rameaux dont la croissance peut se prolonger au-delà ne seront pas lignifiés et ne repousseront pas l'année suivante.